# Severus Snape
 Der er for få eller ingen kildehenvisninger i denne artikel, hvilket er et problem. Du kan hjælpe ved at angive troværdige kilder til de påstande, som fremføres i artiklen.

Severus Snape (9. januar 1960- 2. maj 1998) er en fiktiv person fra Harry Potter-universet, der er medlem af fakultetet på troldmandsskolen Hogwarts. Han er overhoved på Slytherin-kollegiet og eliksir-lærer indtil Harry Potters 6. skoleår, hvor han bliver lærer i Forsvar mod Mørkets Kræfter. Året efter fungerer han som rektor for skolen i en kortere periode. 
Snape er søn af muggleren Tobias Snape og fuldblodsheksen Eileen Prince, hvilket fik Snape til, i sin tid som elev på skolen, at kalde sig Halvblodsprinsen. Som elev var Snape medlem af Slytherin-kollegiet, hvilket er usædvanligt da kollegiets grundlægger, Salazar Slytherin, kun betragtede fuldblodstroldmænd som rigtige troldmænd.
Snape har skulderlangt, sort, lidt bølget hår, sort-brune øjne og bleg hud. Han går altid klædt i en lang, sort kappe.
Han mestrer Okklumensi og Legilimensi. Legilimensi er at "læse" folks tanker, eller mere præcist; se ind i deres sind. Man kan se folks drømme, minder tanker, osv. Okklumensi er at "forsvare" sig imod Legilimensi, forstået på den måde, at man spærrer for den person der prøver at se ind i ens sind. Han er både tidligere Dødsgardist og medlem af Fønixordenen.
Udenfor Hogwarts bor Snape i et hus i Spinderstrædet.
I sin skoletid blev han (af sine ærkerivaler James Potter og Sirius Black) kaldt for Flæbius og Snotflæber. Han var barndomsven med Lily Evans, Harry's mor. Han har været forelsket i hende, siden første gang de mødtes.
Skikkelsen af hans Patronus er et dådyr, ligesom Lily Potter's.

## Karakterisering
Snape er født i 1960,[kilde mangler] samme år som Lily Evans og James Potter (de gik alle på samme årgang), hvilket bliver nævnt i Harry Potter og Fønixordenen da Harry bryder ind i et af Snapes værste minder.
I de første seks bøger var det uafklaret om Snape tilhørte de onde eller de gode. Først i den syvende og sidste bog får man svaret. Man kan ræsonere meget fra de forrige bøger og J. K. Rowling har gjort meget ud af mystsikken om ham, idet han er tidligere dødsgardist og tilhænger af den onde Lord Voldemort, men støttes af endnu ukendte (indtil sidste bog) årsager alligevel af rektoren Albus Dumbledore af Hogwarts indtil bog 6.
Severus Snape er desuden indirekte årsag til at Harrys forældre er døde. Men det virker som om at han er gået over til den gode side, da han fandt ud af, hvad han var skyld i.
I den 6. bog, Harry Potter og Halvblodsprinsen, dræber Snape Albus Dumbledore. Læseren vil naturligvis tro, at det er beviset for, at Snape er ond. Men i den sidste bog viser det sig, at Dumbledore bar en forbandelse, så han ville under alle omstændigheder dø. Derfor var det planlagt, at Snape skulle slå Dumbledore ihjel, så Voldemort ville stole blindt på ham.
Forfatteren J.K. Rowling har sagt i et interview, at hvis man har læst bøgerne grundigt igennem. så ved man også om Snape er god eller ond.
I alle bøgerne nærer han tilsynladende et had mod Harry Potter, måske fordi Harrys far James Potter tit drillede ham mens de var elever på Hogwarts. Hadet må tilskrives Harrys lighed med sin far, faktisk er Harry næsten et spejlbilled af sin far, på nær øjnene som er grønne som hans moders. Selvom Snape opførte sig som om han hadede Harry, har han ved flere lejligheder reddet Harry, blandt andet kan nævnes i 1'eren hvor han redder Harry fra Quirrel, da Quirrel forsøger på at forbande Harrys kost, og i 5'eren hvor han både hjælper Harry med Okklumensi og bruger et falsk veritaserum mod ham. I den sidste bog afsløres Snapes rigtige alliance forhold, at han kun dræbte Dumbledore på Dumbledores befaling. Og selvom det var ham, som overbragte spådommen fremsagt af Trewlaney til Voldemort, fortrød han dette, da det gik op for ham, at Voldemort ville slå familien Potter ihjel. Efter mordet på Harrys forældre svor han at han ville hjælpe til med at beskytte Harry. Og i syveren kan man også læse, at Severus faktisk elsker Harry.
Snapes kærlighed til Lily Potter ses ved at hans Patronus er et dådyr, præcis som hendes. Snapes ægte tilhørsforhold hintes flere gange og i Harry Potter og Fangen fra Azkaban er han dybt mistænksom over for ansættelsen af Remus Lupus da han kender hans og Sirius Blacks venskab, og frygter at Lupus vil hjælpe Sirius som han stadig tror både er en massemorder, og mere vigtigt at det var ham som afslørede hvor Potter familien boede henne. Desuden giver samme bog endnu en detalje om Snapes og James Potters forhold til hinanden, om hvordan Sirius narrede Snape ind i det hylende hus, da Lupus skulle til at forvandles til en varulv, og hvordan James så faren og fik Snape stoppet, og derfor redde hans liv, som omtalt i den første bog.

## I filmene
I filmene spilles den voksne Severus Snape af Alan Rickman.